# Satis cognitum
Satis cognitum ist eine Enzyklika von Papst Leo XIII. und datiert vom 29. Juni 1896. In dieser Enzyklika schreibt er „Über die Einheit und Einzigkeit der Kirche“.

## Lehre von der Kirche
Es gibt zwei wichtige Enzykliken zur Ekklesiologie: „Satis cognitum“ und „Mystici corporis“ aus dem Jahre 1943. Doch erst das II. Vatikanum nahm sich des Themas „Kirche“ in bislang unbekannter Ausdrücklichkeit an. Die Dogmatische Konstitution „Lumen gentium“ bildet das wichtigste Ergebnis dieser Beratungen. Die meisten anderen im II. Vatikanum erarbeiteten Dokumente lassen sich zwanglos der Konstitution „Lumen gentium“ zuordnen, während diese Enzyklika als grundlegende Aussagen verstanden werden kann.

## Einheit und Einzigkeit der Kirche
Der Papst schreibt programmatisch im Sinne der Theologie über die Einheit und Einzigkeit der Kirche und führt hierzu aus:
„Er (Christus), der nur eine einzige Kirche gründete, hat sie auch einig gewollt, und zwar derart, dass alle, die zu ihr gehören sollten, durch die innigsten Bande miteinander vereinigt, durchaus nur ein Volk, ein Reich, einen Leib ausmachen.“
Bei den Begriffen „una“ und „unica“, die er verwendet, deutet er an, dass mit „una“ die „Einförmigkeit“ und mit „unica“ die „einzige (ausschließliche) Kirche“ zu verstehen sei. Nach seinem Verständnis sei die Kirche eine uniforme Größe, die durch die kirchliche Hierarchie eine sichtbare Einheit und strukturierte Gestalt gewährleiste. Diese Aussage belegt er mit dem Satz:
„Da der göttliche Stifter wollte, dass die Kirche eins sei im Glauben, in der Verwaltung und in der Gemeinschaft, so wählte er sich den Petrus und seine Nachfolger zur Grundlage und zum Mittelpunkt dieser Einheit.“
Zur These der Einzigkeit schreibt er:
„Es gibt nur eine Kirche Christi, und zwar für alle Zeiten. Wer abseits von ihr lebt, erfüllt nicht den Willen und die Vorschrift Christi; da er den Weg des Heiles verlassen hat, geht er dem Verderben entgegen.“
Das Neue lag nun vor allem darin, dass den Begriffen »una« und »unica« eine präzisierte Bedeutung gegeben wurde und dass daraus entsprechende Folgerungen abgeleitet wurden. Die Kirche Christi sei somit eine einzige und fortwährende und „alle, die gesondert gehen, irren vom Willen und von der Vorschrift Christi, des Herrn, ab, verlassen den Weg des Heiles und gehen dem Untergang entgegen“.

## Eine sichtbare Kirche
Die Kirche solle aber nicht bloß etwas Einziges und Unteilbares sein, sondern sie müsse begreifbar und sichtbar gestaltet werden. Da die Kirche ein Leib sei, würde sie auch mit den Augen wahrgenommen. Derjenige weiche von der Wahrheit ab, der die Kirche so darstelle, als ob sie weder erfasst noch gesehen werden könne; als ob sie, wie man behauptet, nur etwas „Luftleeres“ wäre, wodurch viele christliche Gemeinschaften, obgleich voneinander im Glauben getrennt, doch durch ein unsichtbares Band untereinander vereint wären. An diesem sichtbaren Leib der Kirche – im Verhalten von uns Menschen, die wir die Kirche hier auf Erden bilden – würden Elend, Verzagtheit und Verrat hervorgehen. Aber die Kirche sei weder nur dies noch erschöpfe sie sich in solchen Erbärmlichkeiten; es fehle auch nicht an Großmut, Heroismus und unauffälliger Heiligkeit, noch an Menschen, die ihr Leben im Dienst ihrer Glaubensbrüder und aller Menschen freudig hingeben würden.

## Christus als Stifter der Kirche
„Was hat Christus der Herr mit der Stiftung der Kirche bezweckt, was wollte er? Dies: Er wollte dasselbe Amt und denselben Auftrag, den er selbst vom Vater empfangen hatte, der Kirche übertragen, um ihn fortzuführen.“
Während Christus durch seine eigene Wirksamkeit die Erlösungsfrüchte erworben habe, bestehe die Aufgabe der Kirche in der Zuwendung an die Menschen. Diese erfolge durch die Ausübung des dreifachen von Christus überkommenen Amtes, des Lehramtes, des Hirtenamtes und des Priesteramtes. Die Kirche sei somit der auf Erden fortlebende und fortwirkende Christus. Als Arche des Heiles, die vom Diesseits in das uns unsichtbare Jenseits hinüberführen solle, müsse sie auch imstande sein, die dafür erforderlichen Gnadenmittel bereitzustellen. Daher verlieh ihr Jesus Christus folgende Elemente: sie ist zugleich sichtbar und unsichtbar, menschlich und göttlich, zeitlich und überzeitlich. Ihr gottmenschlicher Stifter setzte sie ein als eine einzige und zugleich einige Kirche.
Leo XIII. beschreibt die Kirche als „societas“, er schreibt aber auch den Symbolen und der geistigen Seite der Kirche eine wichtige Rolle zu. Die Kirche als Gesellschaft sei nicht ganz von der Kirche als Gemeinschaft zu trennen.

## Kirchenverfassung
Papst Leo XIII. hinterließ grundlegende Schriften zur Kirchenverfassung und zum Kirchenrecht: Immortale Dei, Diuturnum illud und die ersten Entwürfe einer christlichen Staatsverfassung. Hierzu gehört diese Enzyklika und die Verfassung der Kirche; diese Schreiben haben eine besondere Bedeutung, denn sie sind das Schema über die Kirche, den Papst und die Bischöfe, das vom Ersten Vatikanischen Konzil erarbeitet wurde. Über die Familiengemeinschaft fasst die Enzyklika Casti connubii die gesamte Lehre der Kirche zusammen.